# 梅林坂
梅林坂（ばいりんざか）は、東京都千代田区の皇居東御苑にある坂である。

## 概要
皇居東御苑の平川門を入り、平川濠と天神濠の間を抜けて、宮内庁書陵部の前に出る坂。文明10年（1478年）太田道灌が菅原道真を祀り、梅樹数百株を植えたのでこの名の由来であるという説がある。『東京市史稿・皇城篇』には「権現さま 小田原表より御城に御移り遊ばされ候節……小坂の上に梅の木数多植廻し 其内に宮立両社これあるを御覧遊ばされ 道灌は歌人ゆへ天神社を建置きたると仰せにて残る一社の額を御覧遊ばされ候……御普請の節 北の丸にこれあり候様にと仰せつけられ 右両社の跡 梅の木あまたこれあり 今以て梅林坂と申しふれ候なり」と記されている。徳川が江戸に入ったころにもここに道真公祀があったが、本丸造営にあたって、麹町の平河町に移されて現在の平河天満宮になった。梅林坂には山王権現神社もあったといわれており、現在は、永田町にある山王日枝神社になっている。梅林坂の石垣の上には大きなハゼノキを見ることができる。また、秋には後方にあるエノキやマツと共に赤・黄・緑の見事な調和を展望できる。現在も梅林坂の下方から本丸方面にかけて約50本の梅の木があり、この多くは昭和42年（1967年）に植えられたという説がある。早咲きの品種だと12月の冬至のころから咲き始め、例年2月中旬に見頃を迎える。

## 歴史
名称については、文明10年（1478年）に太田道灌が菅原道真をこの地にまつった際に梅の木数百株を植えた際についたとも、平河天満宮が平河門内に建立された際に梅の木が数多く植えられたためとも言われており定かではない。紫の一本内に梅林坂の記述があり、「文明年中に、（中略）、此坂を梅林坂と云。」とある。

## 周辺の交通機関
- 大手町駅C10出口より徒歩5分（大手門より入園）
- 竹橋駅1a出口より徒歩5分（北桔橋門より入園）

## 周辺施設
- 宮内庁書陵部
- 江戸城跡
  - 北桔橋門